# آپوپی
آپوپی (در مصری: ایپپی (پِ پی) در یونانی: آپوفیس ) شاهی در دودمان پانزدهم مصر باستان بود که شناخته شده‌ترین فرعون این دوره به‌شمار می‌رود. او که میان سال‌های ۱۵۸۱ تا ۱۵۴۱ پیش از میلاد فرمانروایی می‌کرد در طی ۴۰ سال حکمرانی خود کارهای بزرگی از جمله ساخت و بازسازی معابد و برداشتن رونوشت از کتاب‌های گذشتگان (همچون پاپیروس ریند)، کرد.

## دوران
آپوفیس، که از تبار هیکسوسی بود و در شهر اواریس در دلتای نیل فرمانروایی می‌کرد، به دلایلی ناشناخته وارد جنگ با شاه تبسی سِقِنِن‌رَع تائو دوم از دودمان هفدهم شد.
متنی بازمانده از دودمان هجدهم که شوربختانه بسیار آسیب دیده و تکه تکه شده، خبر از برخورد جالبی میان آپوپی و سقنن‌رع تائو می‌دهد. آپوپی از او می‌خواهد که به شکار اسب‌های آبی تالاب او بپردازد چرا که سر و صدایشان خواب شب فرعون را بر هم می‌زده. با توجه به فاصله زیاد اواریس و تبس این پیام می‌توانسته نمادین و به منظور خوار کردن طرف مقابل باشد. این همچنین نشان از استقلال شاه شمال‌نشین از فرمانروایی جنوبی خود داشته:
پس پیام‌رسان به سوی رییس شهر جنوبی روانه شد تا به او بگوید که: شاه آپوپی-رع به تو پیام رسانده و می‌گوید بیا و اسبان آبی موجود در آب‌راهه‌های کشور را در برکه‌ها شکار کن، همان‌هایی را که خواب را از چشمان من ربوده‌اند، شب و روز ...
گستون مسپرو بر این باور است که شاه سقنن‌رع پس از درنگ بسیار تصمیم به پاسخ به پیشنهاد بیشرمانهٔ رقیبش گرفت. از آنجا که پاسخ او پس از مدت طولانی نوشته شده نباید زخم زبان کمتری از نامهٔ آپوپی می‌داشته، اگرچه هیچ راهی برای حدس زدن اینکه محتوای آن چه بوده وجود ندارد.